# Ray (Dakota del Nord)
Ray és una població dels Estats Units a l'estat de Dakota del Nord. Segons el cens del 2000 tenia 534 habitants.

## Demografia
Segons el cens del 2000, Ray tenia 534 habitants, 232 habitatges, i 154 famílies. La densitat de població era de 206,2 hab./km².
Dels 232 habitatges en un 27,6% hi vivien nens de menys de 18 anys, en un 59,9% hi vivien parelles casades, en un 4,3% dones solteres, i en un 33,6% no eren unitats familiars. En el 32,3% dels habitatges hi vivien persones soles el 18,1% de les quals corresponia a persones de 65 anys o més que vivien soles. El nombre mitjà de persones vivint en cada habitatge era de 2,3 i el nombre mitjà de persones que vivien en cada família era de 2,9.
Per edats la població es repartia de la següent manera: un 23,8% tenia menys de 18 anys, un 4,9% entre 18 i 24, un 21,9% entre 25 i 44, un 29% de 45 a 60 i un 20,4% 65 anys o més.
L'edat mediana era de 45 anys. Per cada 100 dones de 18 o més anys hi havia 101,5 homes.
La renda mediana per habitatge era de 31.563 $ i la renda mediana per família de 41.771 $. Els homes tenien una renda mediana de 34.063 $ mentre que les dones 18.125 $. La renda per capita de la població era de 16.064 $. Entorn del 2,6% de les famílies i el 3,7% de la població estaven per davall del llindar de pobresa.

## Poblacions més properes
El següent diagrama mostra les poblacions més properes.